# Johan Matton
Johan Patrik Fredrik Matton, även känd som John Matton, född 1985 i Stockholm,  är en svensk skådespelare och producent.
Matton har vunnit flera priser, bland annat 'Best Picture', "Award of Merit Feature Film Special mention" samt priset "Award of Excellence" för sin independentlångfilm Till We Meet Again som är filmad i New York och Thailand. Matton spelade huvudrollen i filmen och vann för sitt skådespel priset "Award of Merit Special Mention" på festivalen Indie Fest, The Audience Award och även Best Picture (Jury Award) på Long Beach International Film Festival. Han har även haft huvudroller i prisbelönta kortfilmer, till exempel Indigo (2014), där han spelade mot Cecilia Forss,   och 'Jane St' (2014), som visades på filmfestivalen i Cannes.. Matton är också grundare, ägare och Festival Director på Nordic International Film Festival. Matton spelade 2015 birollen som Norwegian Man i den amerikanska TV-serien Nurse Jackie.
Matton producerade och lanserade den första svenska officiella Snapchatkanalen Eurosports PyeongChang Olympics 2018 för Snapchats Discover Stories. Johan Matton producerade New York-delen av den Svenska långfilmen 'Lyckligare Kan Ingen Vara' 2018, och spelade även en så kallad cameoroll i filmen som karaktären James Garnett, en kille från New York där Matton bor sedan 2008. 
Som reklamproducent har Matton producerat reklamfilm för Nike, AT&T, Tic Tac, Body Armor, Ferrari, Microsoft, Spotify och United Nations. 

## Biografi och karriär
Johan Matton bor i New York där han tog examen vid två teaterskolor, Circle in the Square Theatre School och tidigare The New York Film Academy. Matton vann sitt första skådespelarpris för Best Vimeo Staff pic för I have PSD. I Have PSD sågs av mer än en miljon tittare på Vimeo första året. Johan Matton har också medverkat som skådespelare i stora reklamkampanjer, bland annat för Adobe Photoshop och gjort Voice overs för märken som Budweiser.
För filmen Till We Meet Again som Matton skrev och producerade vann han två större priser: Best Picture på Los Angeles Independent Film Festival Awards och på New York Los Angeles International Film Festival    Filmen är även nominerad på festivaler som vid Manhattan Film Festival och The Indie Fest.
Matton producerade även den prisbelönta filmen The Philosopher King.
Matton spelade 2014 tillsammans med Nour El Refai och Anders Jansson inför tre miljoner TV-tittare i Melodifestivalen.

## Filmografi
| År   | Tittel                          | Roll                   | Kommentar                    |
| ---- | ------------------------------- | ---------------------- | ---------------------------- |
| 2017 | Berlin Station                  | Oslo Airport Announcer |                              |
| 2017 | The 1980s: The Deadliest Decade | Kurt Rouse             |                              |
| 2015 | Nurse Jackie                    | Norwegian Executive    | Showtime: 1 avsnitt          |
| 2015 | Momsters: Moms Gone Bad         | The Stranger           | Discovery Channel: 1 avsnitt |
| 2014 | Melodifestivalen                | Rasmus                 | SVT: 1 avsnitt               |
| 2014 | The Happiest People in New York | Drew                   | Vessel: 13 avsnitt           |

| År   | Titel                        | Roll           | Kommentar                          |
| ---- | ---------------------------- | -------------- | ---------------------------------- |
| 2018 | Lyckligare Kan Ingen Vara    | James Garnett  | Även New York-producent            |
| 2018 | The Wisdom Tooth             | Guy 1          |                                    |
| 2016 | Till We Meet Again           | Erik           | Även producent och manusförfattare |
| 2014 | The Philosopher King         |                | Även exekutiv producent            |
| 2014 | Indigo                       | Lead Star      |                                    |
| 2014 | Ovum                         | Ethan          |                                    |
| 2014 | Jane St                      | Jessie         |                                    |
| 2011 | I Everything's Gonna Be Pink | The Host       |                                    |
| 2011 | I Like Your Face             | Pablos         |                                    |
| 2011 | That Girl That Time          | Lucas          |                                    |
| 2010 | Ipsiety                      | Bjorn          |                                    |
| 2010 | The Long Farewell            | Alf Blackstone |                                    |